# Mulyamekar (Babakancikao)
Mulyamekar is een bestuurslaag in het regentschap Purwakarta van de provincie West-Java, Indonesië. Mulyamekar telt 7595 inwoners (volkstelling 2010).